# Rio Beiu
O Rio Beiu é um rio da Romênia afluente do Rio Sebeş, localizado no distrito de Alba.